# Казимир Домінік Огінський
Казимир Домінік Огінський (*д/н — 10 жовтня 1733) — державний діяч, урядник Речі Посполитої.

## Життєпис
Походив з магнатського роду Огінських гербу Брама. Син Яна Огінського, гетьмана польного литовського, і Іванни Теодори Нарушевич.
Обирався послом на сейми в 1688, 1693, 1695, 1696, 1698, 1701—1702, 1703 і 1712 роках. У 1692 році одружився з представницею роду Войн.
Разом з братом Григорієм Антонієм приєднався до шляхетської коаліції, що виступала проти засилля Сапіг у Великому князівстві Литовському. У 1710 році призначається воєводою троцьким.
Під час боротьби за престол Речі Посполитої між Августом II, курфюрстом Саксонії, і Станіславом Лещинським підтримав Сандомирську конфедерацію, що виступала на боці Августа. Отримав староства горждовське, ушпольське, сейвейське і віжаньське. Розпочав будівництво палацово-паркового комплексу в Бешенковичах.
У 1726 році обирається маршалком Трибунала Великого князівства Литовського. У 1729 році нагороджений орденом Білого Орла. У 1730 році призначається воєводою віленським. Помер у 1733 році.

## Родина
Дружина — Елеона Война.
Діти:
- Юзеф Ян Тадеуш (бл. 1693—1736), воєвода троцький
- Марцебелла, дружина Ігнаци Завіши, маршалка надвірного литовського
- Тереза (1720—1773), дружина Яна Михайла Соллогуба, підскарбія великого литовського
- Олена (бл. 1701—1790), дружина Ігнаці Огінського, маршалка великого литовського
- Маріанна (д/н—1763), дружина Станіслава Огінського, каштеляна мстиславського і вітебського